# E-Prix di Santiago
L'E-Prix di Santiago è un evento automobilistico con cadenza annuale destinato alle vetture a trazione interamente elettrica del campionato di Formula E che si svolge a Santiago del Cile. La prima edizione si è tenuta il 3 febbraio 2018 ed è stata inserita come quarta tappa della stagione 2017-2018.

## Circuito
La prima edizione dell'evento si è disputata sul Circuito cittadino di Santiago del Cile, creato appositamente per l'occasione e ricavato nel centro della Città. Lungo 2,47 chilometri con 12 curve, è stato inaugurato dall'ex pilota Formula 1 Eliseo Salazar il 12 ottobre 2017.
Nella seconda edizione l'E-Prix si sposta nel Circuito di Parque O'Higgins.

## Albo d'oro
| Edizione | Tracciato                               | Vincitore                       | Secondo                         | Terzo                                | Pole position                 | Giro veloce                          |
| -------- | --------------------------------------- | ------------------------------- | ------------------------------- | ------------------------------------ | ----------------------------- | ------------------------------------ |
| 2018     | Circuito cittadino di Santiago del Cile | Jean-Éric Vergne Techeetah      | André Lotterer Techeetah        | Sébastien Buemi Renault-e.dams       | Jean-Éric Vergne Techeetah    | Sam Bird DS Virgin Racing            |
| 2019     | Circuito di Parque O'Higgins            | Sam Bird Envision Virgin Racing | Pascal Wehrlein Mahindra Racing | Daniel Abt Audi Sport ABT Schaeffler | Sébastien Buemi Nissan-e.dams | Daniel Abt Audi Sport ABT Schaeffler |